# Paparanoja
Paparanoja – czwarty album polskiej grupy Enej, wydany 12 lutego 2015 roku przez wytwórnię płytową Lou Rocked Boys.
Singlami promującymi płytę zostały utwory "Zbudujemy dom" oraz "Nie chcę spać".
Album uzyskał status platynowej płyty.

## Lista utworów
1. "Intro (Eneida)"
2. "Nie chcę spać"
3. "Mnohaya lita"
4. "Sliozy kamiani"
5. "Dzisiaj będę ja"
6. "Z Trojandoju"
7. "Siedmiomilowa szansa"
8. "Hory moi"
9. "Paparanoja"
10. "Kamień z napisem Love"
11. "Zbudujemy dom"
12. "Tak i treba"
13. "Moja mery lu"
14. "Bilia topoli"
15. "Wychowała nas ulica"